# Andrônico Contostefano (filho de Isaac)

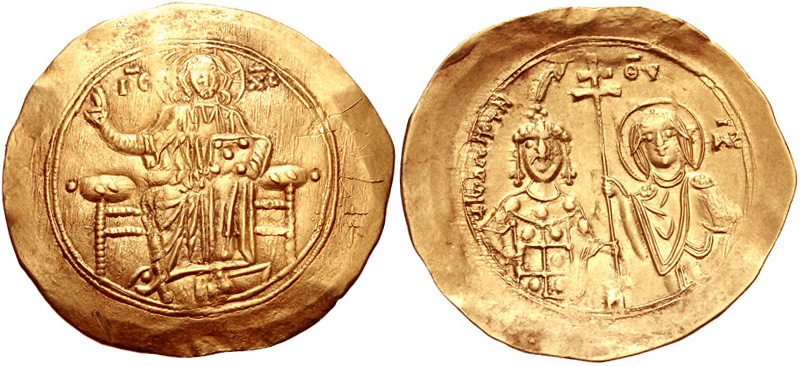
Hipérpiro de r.

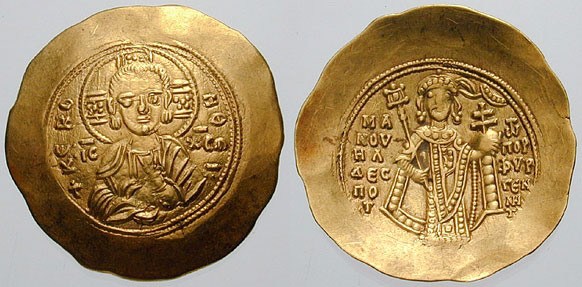
Hipérpiro de r.

Andrónico (português europeu) ou Andrônico (português brasileiro) Contostefano (em grego: Ἀνδρόνικος Κοντοστέφανος; romaniz.: Andrónikos Kontostéphanos; em latim: Andronicus Contostephanus) foi um oficial bizantino do século XII, ativo na Ásia Menor.

## Vida
Andrônico era membro da antiga família Contostefano que esteve no centro da política e poder há várias gerações através de vários casamentos com a casa imperial dos Comnenos. Sabe-se que era filho do pansebasto sebasto Isaac, que serviu por boa parte do reinado de Aleixo I Comneno (r. 1081–1118), inclusive como almirante (talassocrator) na missão mal-sucedida contra os normandos em 1107/1108, e irmão e tio respectivamente dos proeminentes generais Estêvão e Andrônico Contostefano. Em ca. 1125, casou-se com Teodora, filha de Adriano Comneno (monge e depois arcebispo da Bulgária como João IV), que era filho e sobrinho respectivamente de sebastocrator Isaac Comneno e de imperador Aleixo I Comneno. O casal teve vários filhos: o pansebasto sebasto João, atestado nos sínodos de 1157 e 1166, Aleixo, e ao menos duas crianças anônimas das quais uma era menina.
Estêvão começou sua carreira como militar sob o filho e sucessor de Aleixo I, João II Comneno (r. 1118–1143). Embora os detalhes não são conhecidos, foi suficientemente distinto para receber o favor imperial. Sua carreira é melhor atestada sob o filho de João, Manuel I Comneno (r. 1143–1180). Em 1144, comandou, junto com seu irmão João, o general Prosuco e o almirante Demétrio Branas, que liderou a frota, a campanha contra Raimundo de Poitiers, o nobre francês à frente do Principado de Antioquia.
Os bizantinos rapidamente recapturaram as fortalezas cilicianas tomadas por Raimundo e avançaram às cercanias de Antioquia, que saquearam. Quando os comandantes bizantinos iniciaram seu retorno, Raimundo aproximou-se com seu exército na esperança de emboscá-los, mas foi pego de surpresa: informado de sua presença com uma pequena comitiva perto de seu acampamento, os bizantinos lançaram um ataque contra ele e seu exército principal. O último retirou-se rapidamente para trás dos muros de Antioquia, e Raimundo conseguiu retornar à cidade apenas após o anoitecer. Andrônico participou na campanha de 1156 no sul da Itália em torno de Brundísio, mas nenhum detalhe é conhecido. Depois, morreria em decorrência de uma enfermidade. Pouco antes de sua morte foi tonsurado com o nome monástico de Antônio. Se sabe que após sua morte ainda estavam vivos sua esposa, seu filho João e uma filha anônima.